# Katerînivka Perșa, Bârzula
Katerînivka Perșa (în ucraineană Катеринівка Перша) este un sat în comuna Liubașivka din raionul Bârzula, regiunea Odesa, Ucraina.

## Demografie
Componența lingvistică a localității Katerînivka Perșa
     Ucraineană (79,76%)
     Română (17,26%)
     Rusă (2,98%)
Conform recensământului din 2001, majoritatea populației localității Katerînivka Perșa era vorbitoare de ucraineană (79,76%), existând în minoritate și vorbitori de română (17,26%) și rusă (2,98%).